# Василий Александрович (князь новгородский)
Василий Александрович (умер в 1271) — новгородский князь, старший сын Александра Ярославича Невского.

## Биография
Упоминается впервые в летописях под 1245 годом, когда его отец Александр предпринял поход против литовцев, отбил у них Торопец, потом уничтожил их остатки у Жижицкого озера, затем заехал за сыном своим в Витебск и во время возвращения в Новгород разбил ещё один литовский отряд.
В 1253 году литовцы совершили набег на Новгородскую землю. Князь Василий с новгородцами догнал их близ Торопца, разбил и отнял у них полон.

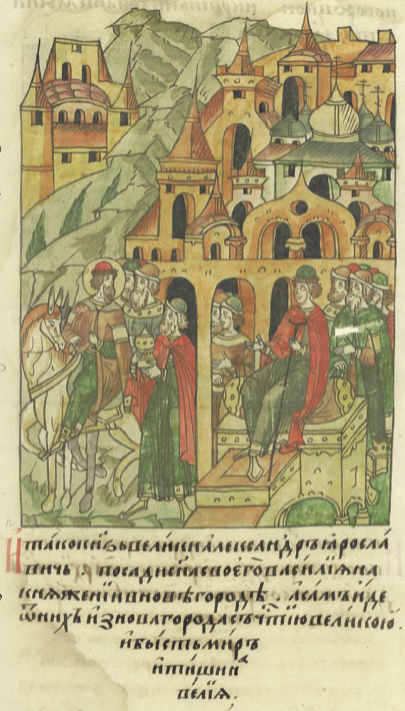
Василий Александрович садится в Новгороде на княжение

Во Владимиро-Суздальском княжестве в это время шла борьба между братьями Ярославичами. В то же время в самом Новгороде «бо́льшие» (представители новгородской олигархии) выступали на стороне Великого князя Александра Ярославича, но «меньшие», очевидно, взяли верх, так как новгородцы, изгнав Василия, пригласили к себе на княжение его дядю, Ярослава Ярославича Тверского. Василий перебрался в Торжок, бывший на тот момент в составе Новгородской земли.
Отец Василия, Александр Ярославич, узнав о случившемся, прибыл в Новгород и заставил новгородцев сменить избранного посадника Анания на Михалко Степанича, и вновь призвать Василия князем.
В 1256 году на Нарову пришли шведы, Емь, Сумь и Нарова (по всей видимости речь идёт об укреплении уже заложенной в 1223 году крепости Нарва). Новгородцы просили помощи у Александра, который и ходил с низовскими ратями (из Суздальского княжества) и новгородскими полками, на Емь, воевал Балтийское Поморье и много вреда учинил неприятельской стране. Возвратившись из похода, он поставил князем в Новгороде Василия, а сам уехал во Владимир.
В 1257 году в Новгород пришла весть, что Орда хочет брать с новгородцев тамгу и десятину. Ордынцев вёл его отец Александр Невский. Василий, избегая столкновения с отцом, перед приходом ордынцев сбежал в Псков.
Новгородцы отделались дарами, и ордынцы ушли. Разгневанный Александр выгнал сына из Пскова и отправил его «в Низ», во Владимиро-Суздальское княжество, а тех же, «кто Василья на зло повел», казнил: «овому носа урезаша, а иному очи выимаша». Новгородцы за это убили Александрова ставленника посадника Михалко Степанича.
Сведений о семье и детях Василия не сохранилось. Известно, что когда примерно в 1251 году Александр Невский заключил договор с норвежским королём Хаконом IV Старым об урегулировании пограничных споров и разграничений в сборе дани с огромной территории, на которой проживали карелы и саамы, была договорённость и об обручении Василия с дочерью Хакона Кристиной (1234—1262), однако этот брак не состоялся. В феврале 1258 года Кристина вышла замуж за Филиппа Кастильского (1231—1274), брата короля Альфонсо X.

## В культуре
Василий стал персонажем романа Дмитрия Балашова «Младший сын» из цикла «Государи Московские».